# Cercartetus nanus
Cercartetus nanus é uma espécie de marsupial diprodonte da família Burramyidae que habita a Tasmânia e o sudeste da Austrália. Seus habitats incluem florestas tropicais, bosques e charnecas.